# Лопбури (провинция)
Лопбури  (тайск. ลพบุรี) — провинция в центральной части Таиланда, в 150 км от Бангкока. Население провинции составляет 769 213 человек (2010).
Герб провинции украшен изображением бога Вишну, позади которого изображение кхмерского храма Пранг Сам Йод (тайск. พระปรางค์).

## Географическое положение
Провинция Лопбури располагается в долине реки Чаупхрая, между реками Лопбури и Пасак. Равнины южной части плавно переходят в холмистую местность на севере. На востоке возвышаются горы Пхетчабури.
Лопбури граничит с провинциями: Пхетчабун, Чайяпхум, Накхонратчасима, Сарабури, Аюттхая, Аюттхая, Сингбури и Накхонсаван.

## Климат
Климат тропический, муссонный. В 2009 г. было 113 дождливых дней, с годовым количеством осадков 1206,3 мм.

## История
Провинция Лопбури ведёт свою историю примерно с VI века нашей эры. На протяжении последующих 5 веков она носила название Лаво. Во время правления данной территорией кхмерами было построено множество храмов, некоторые сохранились до нашего времени. Возможно, некоторое время регион являлся независимым, но вскоре стал частью королевства Сукхотай, а позже вошёл в состав королевства Аюттхая.
В Аюттхайский период король Раматхибоди I назначил Пхра Рамесуана править Лопбури. А в 1665 году король Нарай Великий построил на восточном берегу реки Лопбури дворец, и сделал город второй столицей. Но после его смерти Лопбури опустел, и на протяжении двухсот лет был заброшенным, многие здания превратились в развалины. В 1856 году король Монгкута династии Чакри начал восстановление города, и к 1938 году он вернул своё значение, и был назначен главной военной базой Таиланда.
Со времен короля Нараи Великого сохранились многие сооружения: зал Дусит Саван Тханйя Маха Прасат — тронный зал, представляющий собой смесь тайской и французской архитектуры; зал Чантхара Пхисан — использовался как зрительный зал, а в настоящее время там проводятся выставки, в том числе экспозиции артефактов, которые были найдены в области, изображения правителей; зал Суттха Саван, который был королевской резиденцией, и располагался во дворце короля.
Постройки, сохранившиеся со времени правления короля Рамы IV, на сегодняшний день являются собственностью Национального музея Сомдет Пхра Нараи. Это резиденция короля Пхиман Монгкута, комплекс зданий Пхра Пратхиап, в которых жили судебные должностные лица.

## Административное деление
Общая площадь провинции Лопбури составляет 6 199,8 км² и административно разделена на 11 районов (ампхе):
1. Столичный район Лопбури́ — Mueang Lop Buri (เมืองลพบุรี)
2. Патхана́никхом — Phatthana Nikhom (พัฒนานิคม)
3. Кхо́ксамронг — Khok Samrong (โคกสำโรง)
4. Ча́йбадан — Chai Badan (ชัยบาดาล)
5. Тха́вун — Tha Wung (ท่าวุ้ง)
6. Ба́нми — Ban Mi (บ้านหมี่)
7. Тхалюа́нг — Tha Luang (ท่าหลวง)
8. Сабо́т — Sa Bot (สระโบสถ์)
9. Кхо́чарын — Khok Charoen (โคกเจริญ)
10. Ламсонти́ — Lam Sonthi (ลำสนธิ)
11. Нонгму́анг — Nong Muang (หนองม่วง)

## Достопримечательности
Chanthon Phisan Pavilion построен в 1665 году, как королевская резиденция для короля Нарая. Впоследствии здание было использовано в качестве зрительного зала, после того, как король Нарай перенес свою резиденцию в другое место. Здание построено в традиционном тайском стиле, таким образом, указывая, что ни один французский архитектор, ни принимал участия в его создании. Chanthon Phisan Pavilion был отреставрирован, королём Рамой IV в 1863 году, и теперь используется как выставочный зал для показа предметов археологического искусства.
Narai Ratchaniwet Palace дворец расположенный в центре города Лопбури. Был построен по приказу короля Нарая Великого в 1665 году, и потребовалось 12 лет, чтобы завершить строительство в 1677 году. Теперь весь комплекс дворца переделан в Национальный Музей провинции Лопбури.
Phiman Mongkut Pavilion (тайск. หมู่พระที่นั่งพิมานมงกุฎ) трехэтажное кирпичное здание, которое использовалось как резиденция короля Рамы IV, когда он посещал провинцию Лопбури во время реконструкции своего дворца. В настоящий момент в здании расположен Национальный Музей.
Vichayen House резиденциея первого французского посла в Таиланде Шевалье де Шомон.
Wat Pa Si Mahapho Wipatsana (тайск. วัดป่าศรีมหาโพธิ์วิปัสสนา) храм построенный примерно в 1157 году, когда город был под властью Кхмерского государства.
Wat San Paulo (тайск. วัดสันเปาโล). Изначально это здание было церковью Иезуитов, основанной во время правления короля Нарая. Затем она стала первой обсерваторией во всей Азии. Сейчас сохранились только небольшие фрагменты стен.
Wat Yang Na Rangsi (тайск. วัดยาง ณ รังสี และพิพิธภัณฑ์เรือพื้นบ้าน) храм, самая древняя часть которого — это деревянный зал для обучения, который был построен в 1927 году в типичном тайском стиле, свойственном для сельского центрального региона. После реставрации в 1998 году, он был переоборудован в музей, посвящённый лодкам. В нём собраны коллекции местных лодок и вёсел различных времён. Самой редкой из них является баржа, которая курсировала местные водные пути в древние времена.
Банкетный зал построен для развлечения важных иностранных гостей Таиланда. Банкетный зал с трех сторон окруженный красивыми прудами. Внутри здания расположена кирпичная платформа, которая может использоваться как театральная сцена.
Зоопарк Лопбури (тайск. สวนสัตว์ลพบุรี) занимает около 10 гектаров, собравших в себе азиатских и австралийских птиц и млекопитающих.
Подсолнечное поле в 45 километрах от города Лопбуринаходится крупнейшая плантация подсолнечника в Таиланде. С ноября по январь считается самым удачным временем для её посещения, когда подсолнух цветёт.
Пранг Сам Йот(тайск. พระปรางค์สามยอด) бывший индуистский храм, находящийся в 200 метрах от железнодорожной станции города Лопбури, что является самым главным ориентиром в городе. Структура латерита и песчаника была сконструирована в стиле Лопбури и украшена штукатуркой. Храм состоит из трёх башен, которые означают Индуистскую Троицу: Брахма-создатель, Вишну-хранитель, Шива-разрушитель. Во время правления короля Нарая Великого, он был преобразован в буддийский храм.
Пранг Хайек (тайск. เทวสถานปรางค์แขก) Храм был построен в XV веке, как и индуистский храм с тремя башнями, но гораздо меньшего размера. Пранг Хайек считается древним памятником провинции Лопбури.
Статуя короля Нарая Великого находится на въезде в город Лопбури, воздвигнутая в честь короля Нарая Великого, который сделал Лопбури процветающим городом. По его приказу в городе было построено много жилых, административных зданий, несколько укреплений и буддийских храмов. Он был первым, кто применил современные технологии в обсерватории, а также в прокладке труб для подачи воды во дворец.
Нарай Великий уделял большое внимание внешней политики, и за время своего правления установил дипломатические отношения с Францией, так же вёл дружественную политику по отношению к другим иностранцам, особенно Европейцам.
Храм обезьян (тайск. ศาลพระกาฬ) построен в 1951 года и полностью посвящён обезьянам. Перед входом расположены каменные статуи животных. На территории храма есть места для игр обезьян и их кормления.

## Фестивали и ярмарки
- В феврале тайцы празднуют правление короля Нарая Великого, монарха Аюттхаи, известного развитием дипломатических отношений с европейскими странами в середине 1600 годов. Празднование включает в себя красочное церемониальное шествие, народные развлечения, светозвуковое представление, которые рассказывают о тайской жизни, также оживляется продажа продуктов местного производства.

- В последнюю неделю ноября проходит выставка обезьян, на которую посетители приходят с фруктами, чтобы покормить животных. Проводятся развлекательные мероприятия и конкурсы с участием обезьян. Праздник чаще всего удается на славу, обезьянки остаются довольны, выражая это тем, что кидают остатки еды в туристов, которые пришли полюбоваться на фуршет.

- Фестиваль цветения подсолнуха — очень яркое мероприятие, во время которого устраиваются разнообразные развлечения. В конце ноября, во время цветения подсолнухи окрашивают поля в ярко — желтый цвет, что производит необыкновенное впечатление. С каждым годом все больше туристов приезжают в район Бансабранг, чтобы полюбоваться полями, усыпанными тысячами цветущих подсолнухов.

## Галерея
- Подсолнуховое поле
- Пранг Сам Йот, кхмерский храм в Лопбури
- Обезьяны